# Короната с берилите
„Короната с берилите“ (на английски: The Adventure of the Beryl Coronet) е разказ на писателя Артър Конан Дойл за известния детектив Шерлок Холмс. Включен е в сборника „Приключенията на Шерлок Холмс“, публикуван през 1892 година.

## Сюжет
Внимание:  Текстът по-долу разкрива сюжета на произведението (или части от него)!
Към Шерлок Холмс за помощ се обръща банкера Аликзандър Хоулдър. От къщата му е открадната прочутата корона с берилите (берил – вид цветен скъпоценен камък). Това съкровище му е оставено като залог от неизвестен член на кралското семейство, който е взел от него банков заем. Страхувайки се, че короната може да бъде открадната от банковия трезор, Хоулдър скъпоценното бижу вкъщи и го скрива в кабинета си. Но преди това, той показва короната своите роднини, които живеят с него в къщата. Това е собствения му син Артър и неговата племенница Мери.
Мери води много скромен начин на живот, но Артър губи големи суми пари на игра на карти и все повече потъва в дългове. Понякога той се опитва да се измъкне от този порочен кръг, но неговия приятел, господин Джордж Бърнуел, не му позволява да се откаже от това пагубно занимание – хазартната игра на карти.
През нощта Хоулдър се е събудил от някакъв шум идващ от кабинета му и намира полуоблечения Артър, с короната с берилите в ръце. Един от камъните е отрязан, а Артър категорично отказва да обясни къде и при какви обстоятелства е станало това. Полицията извикана от банкера Хоулдър веднага арестува Артър.
Холмс заедно с Уотсън веднага да отиват на мястото на инцидента. Холмс изследва дома на банкера и пространството около къщата. Тогава приятелите се връщат на Бейкър Стрийт, и Холмс се преоблеча като клошар отива да прави по-нататъшно разследване самостоятелно.
На следващата сутрин банкерът Хоулдър идва отново на Бейкър Стрийт. Той е ужасно шокиран: племенницата му Мери е избягала от дома си, оставяйки една не много разумна бележка. Но изведнъж той изпитва и друг шок, но този път радостен. Холмс предлага на банкера заплащане от £4000, и му дава изчезналия камък от короната с берилите. След това, Холмс разкрива подробностите на тази загадка.
Оказва се, че Джордж Бърнуел е успял напълно да подчини на волята си племенницата на банкера, а тя е казала на тайния си любовник за короната. Бърнуел е наредил на Мери да открадне съкровището, и тя е откраднала короната и я дала на Бърнуел. Всичко това случайно е видял Артър, но тъй като Артър е влюбен в Мери, той не я предал, а сам се е опитал да отнеме короната от Бърнуел. По време на борбата, един от камъните се е отчупил и е попаднал в ръцете Бърнуел. Артър, не знаейки за това, се връща в кабинета на баща си и се опита да оправи короната, но в този момент е бил хванат от Хоулдър. Холмс е посетил Бърнуел, взел е камъка, заплашвайки го с полицейско разследване, и му е предложил да откупи отчупеният зъб на короната. Бърнуел се съгласява с предложението на Холмс, но след това изчезва заедно със своята съучастничка.
Самоличността на далия залога коронован представител остава неизвестна, но кралството е спасено от национален скандал.